# Зрубова гребля

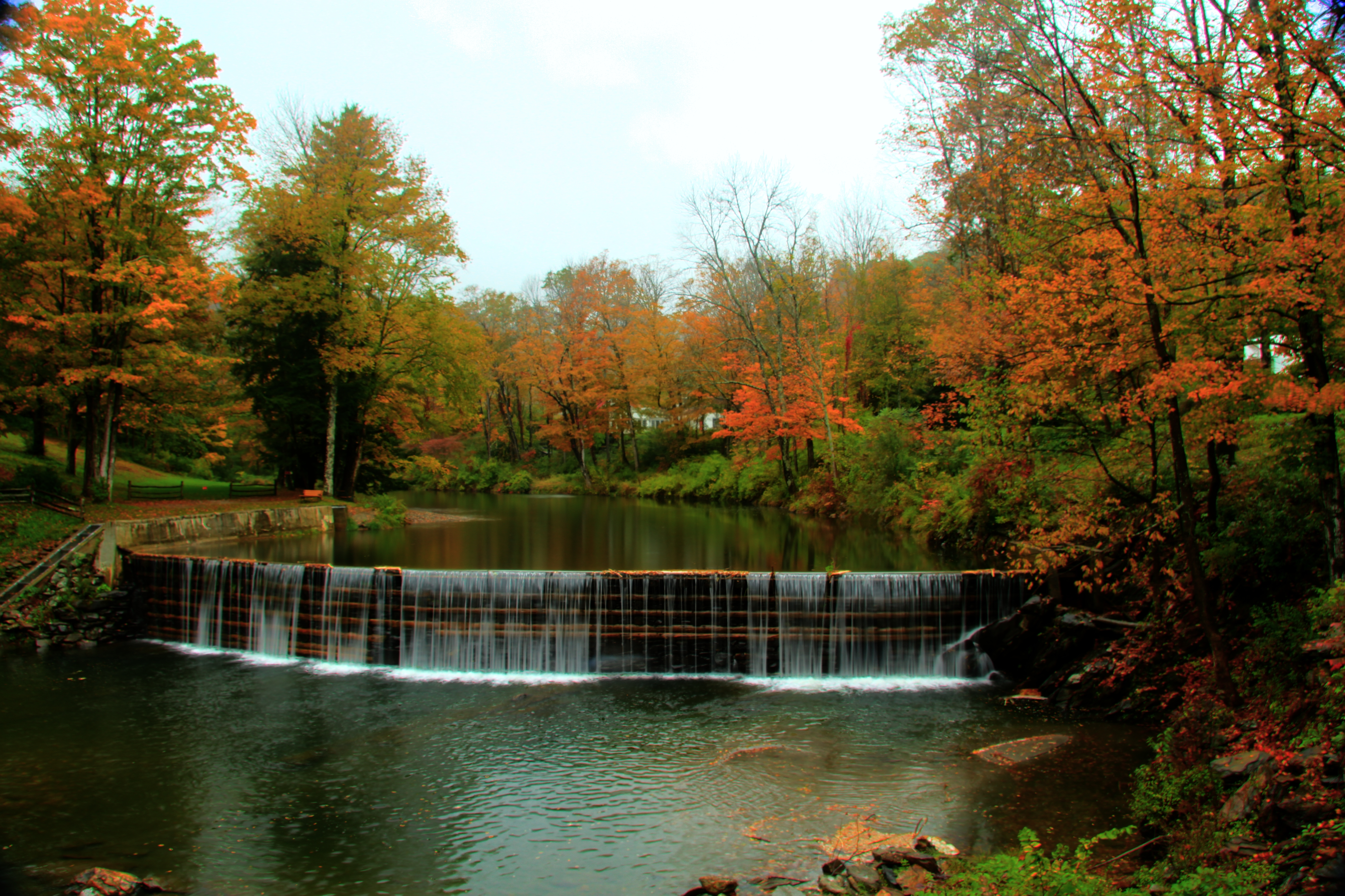
Зрубова дерев'яна гребля на річці Грін. Село Грін-Рівер, округ Віндем, штат Вермонт, США. Побудована у 1811 році. Окремі частини греблі досі виконані з тогочасних матеріалів. У 1995 році гребля внесена до Національного реєстру історичних місць США.

Зру́бова гре́бля, також ка́шична гре́бля — дерев'яна (рідше залізобетонна) водопідпірна гідротехнічна споруда, основні елементи якої, що сприймають навантаження, виконують з зрубів, або ка́шиць. Зрубові греблі зазвичай сприймають натиск до 10-15 м (іноді до 20 м).

## Будова

Дерев'яний зруб, або кашиця, заповнений камінням.

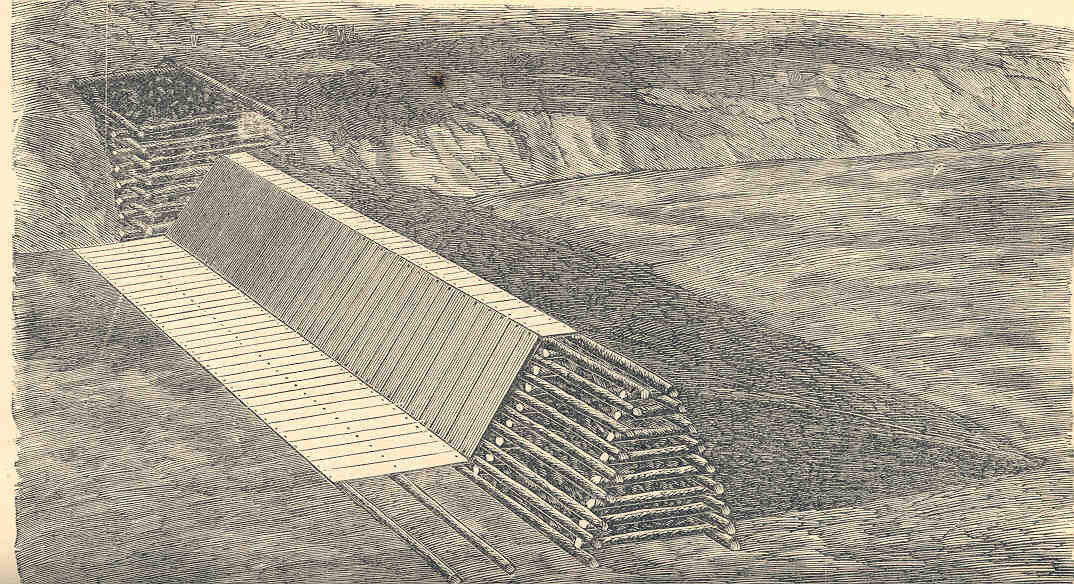
Схема будови зрубової дерев'яної греблі. Малюнок з видання 1874 року, США.

Зруб, що також називається ка́шицею, являє собою конструкцію у вигляді ящика, зазвичай зібраного з колод або брусків й заповненого баластом (ґрунт, каміння тощо). Розрізняють при цьому зруби двох типів — суцільної зборки та градкові, або наскрізного типу. Другий тип розповюджений у Америці. Зруби обох типів можуть бути зібрані з окремих залізобетонних брусків.
Дерев'яні зрубові (кашичні) греблі, не дивлячись на обмежений термін служби деревини, дуже економічні, особливо в районах, багатих лісом.
У залізобетонних зрубових гребель напірна і низова частини споруджуються у вигляді суцільних залізобетонних плит. Простір між плитами заповнюється баластом (ґрунт, каміння тощо). У порівнянні з масивною гравітаційною греблею витрата бетону в залізобетонній зрубовій греблі істотно знижується.
Зрубові греблі зводять, як правило, безпосередньо на скельних і щільних нескельних основах, коли неможливо здійснити забивання паль. Якщо ж зруби (кашиці) встановлені на палях, греблю називають пальово-зрубовою.

## Галерея

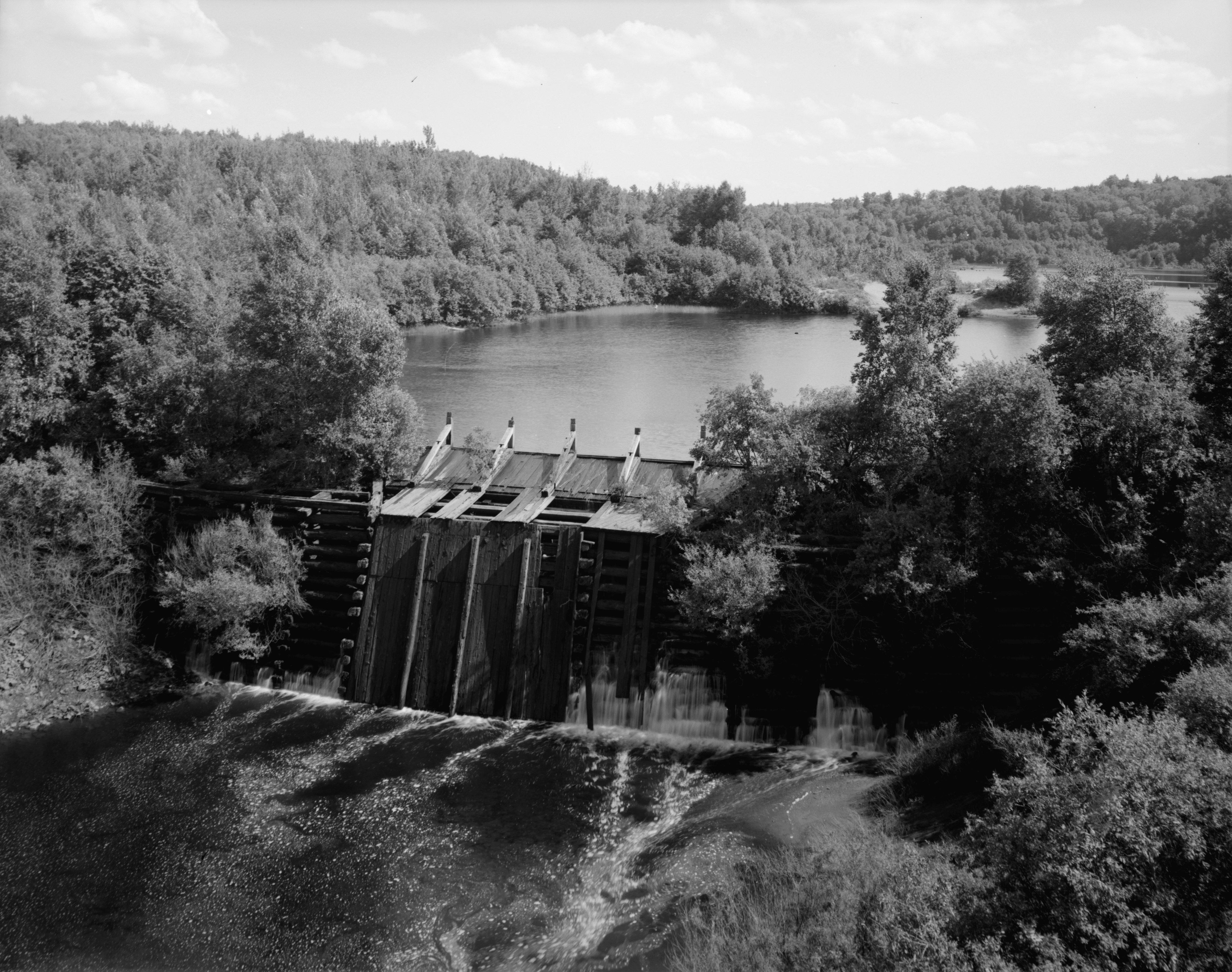
Велика дерев'яна зрубова гребля на річці Самон-Траут у штаті Мічиган, США. Була затоплена після будівництва у 1901 році більшої залізної греблі. Однак, після руйнації залізної греблі у 1941 році рівень води у водосховищі знизився й дерев'яна гребля знову постала перед очима. Фото 1978 року.
Зруйнована ділянка невеличкої зрубової дерев'яної греблі у штаті Пенсильванія, США.
Зруби, або кашиці.